# Бенгалі-Фоде Койта
Бенгалі-Фоде Койта (фр. Bengali-Fodé Koita, нар. 21 жовтня 1990, Париж) — гвінейський та французький футболіст, нападник клубу «Трабзонспор». На умовах оренди грає за клуб «Касимпаша».
Виступав, зокрема, за клуб «Монпельє», а також національну збірну Гвінеї.

## Клубна кар'єра
Народився 21 жовтня 1990 року в Парижі в родині вихідців з Гвінеї. Вихованець клубу «Монпельє», з сезону 2008/09 став виступати зп дублюючу команду у Аматорському чемпіонаті.
16 січня 2009 року 18-річний нападник дебютував за першу команду матчі Ліги 2 проти «Ам'єна» (0:2), замінивши на 73-й хвилині для Томаса Деруди. До кінця сезону він більше не виходив на поле за першу команду, яка посіла друге місце і вийшла до вищого французького дивізіону. Там Койта дебютував 13 березня 2010 року, вийшовши на поле на 89-й хвилині Сулеймана Камари, але закріпитись у рідній команді не зумів, виходячи на поле вкрай нерегулярно.

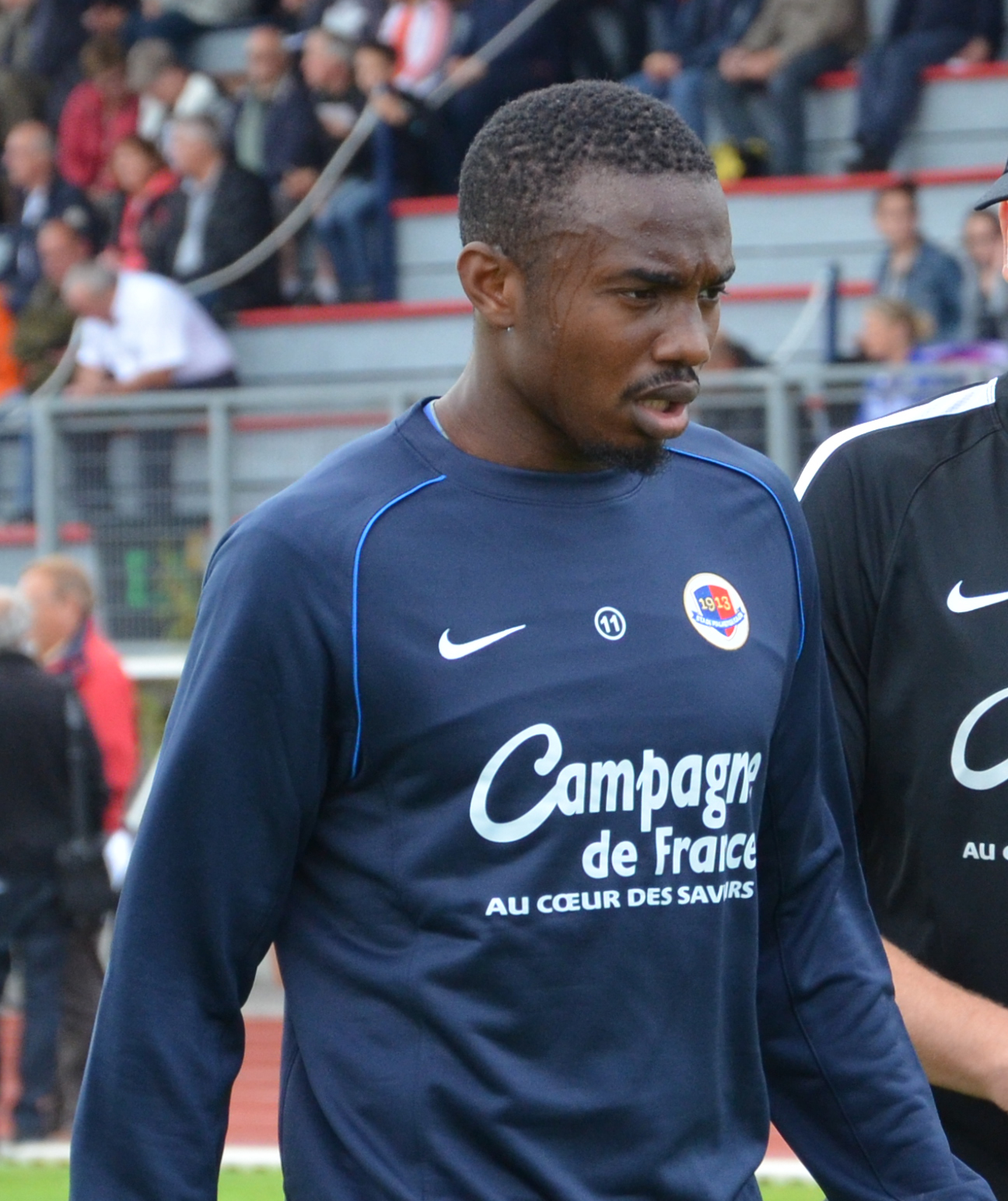
Бенгалі-Фоде Койта під час виступів за «Кан». 9 липня 2014 року.

У першій половині сезону 2011/12 Койта взяв участь у чотирьох матчах Ліги 1, яка завершилась для клубу золотими медалями. Втім Бенгалі-Фоде не став чемпіоном, оскільки другу частину турніру він провів в оренді в клубі другого дивізіону «Ланс», де регулярно грав в основному складі. Там же 6 березня 2012 року в матчі проти «Булоні» (2:0) Койта забив свій перший гол на професіональному рівні. Наприкінці сезону 2011/12 він повернувся до «Монпельє», але майже відразу знову був відданий в оренду, на цей раз у «Гавр», що теж грав у Лізі 2, де і провів наступний сезон.
31 серпня 2013 року, не входячи в плани нового тренера «Монпельє» Жана Фернандеса, Койта покинув команду і на правах вільного агента підписав дворічну угоду з «Каном». Там, як і в «Гаврі», йому спочатку відводили роль гравця заміни. Однак у другій половині сезону він став основним гравцем і допоміг команді посісти 3-тє місце та вийти до Ліги 1. Там футболіст теж був основним і допоміг команді зберегти прописку в еліті.
Після закінчення терміну дії контракту, 21 липня 2015 року Койта вперше переїхав за кордон, приєднавшись до англійського клубу другого дивізіону «Блекберн Роверз». Однак в Англії Бенгалі-Фоде заграти не зумів і не зміг забити жодного гола у своїх чотирнадцяти матчах Чемпіоншипу. В результаті 27 січня 2016 року він перейшов у турецьку «Касимпашу» за плату 320 000 євро
. Станом на 28 липня 2020 року відіграв за стамбульську команду 87 матчів в національному чемпіонаті.

## Виступи за збірні
Залучався до складу молодіжної збірної Франції. Всього на молодіжному рівні зіграв у 2 офіційних матчах — 2 червня 2011 року проти Сербії (1:0) а через три дні проти України (1:1).
Надалі Койта вирішив представляти збірну своєї історичної батьківщини, Гвінеї і потрапив в розширений список головного тренера Луїса Фернандеса на Кубок африканських націй 2017 року, втім у фінальну заявку не потрапив.
11 червня 2019 року дебютував в офіційних матчах у складі національної збірної Гвінеї в товариській грі проти Беніна (0:1) і того ж місяця поїхав з командою на Кубок африканських націй 2019 року в Єгипті. На турнірі Бенгалі-Фоде Койта зіграв три матчі, а його збірна вилетіла на стадії 1/8 фіналу.

## Титули і досягнення
- Чемпіон Туреччини (1):

«Трабзонспор»: 2021-22
- Володар Суперкубка Туреччини (1):

«Трабзонспор»: 2022
| Дата      | Місто       | Господарі | Результат | Гості      | Турнір                                     | Голи | Примітки |
| --------- | ----------- | --------- | --------- | ---------- | ------------------------------------------ | ---- | -------- |
| 11-6-2019 | Марракеш    | Гвінея    | 0 – 1     | Бенін      | товариський матч                           | -    | 66'      |
| 22-6-2019 | Александрія | Гвінея    | 2 – 2     | Мадагаскар | Кубок африканських націй 2019 - 1-й етап   | -    | 78'      |
| 26-6-2019 | Александрія | Нігерія   | 1 – 0     | Гвінея     | Кубок африканських націй 2019 - 1-й етап   | -    | 82'      |
| 7-7-2019  | Каїр        | Алжир     | 3 – 0     | Гвінея     | Кубок африканських націй 2019 - 1/8 фіналу | -    | 56'      |
| Усього    |             | Матчів    | 4         |            | Голів                                      | 0    |          |